# Xàraf-ad-Dawla al-Muïzz ibn Badis
Xàraf-ad-Dawla al-Muïzz ibn Badis (àrab: شرف الدولة المعز بن باديس, Xaraf ad-Dawla al-Muʿizz ibn Bādīs) fou emir zírida fill de Nasr ad-Dawla Badis ben al-Mansur, al que va succeir a la seva mort el 10 de maig de 1016, quan tenia només 9 anys.
Fou coronat el 31 de maig o el 2 de juny de 1016. El 25 de juny de 1016 en una desfilada a Kairuan, va esclatar un moviment revolucionari popular sunnita que pretenia matar l'emir (pro-fatimita) després que els hammàdides ja s'havien sotmès al califat abbàssida. Els fatimites locals foren massacrats davant la passivitat del governador de Kairuan (que sabia que estava a punt de ser destituït). Mansuriyya fou també saquejada i van seguir altres poblacions d'Ifríqiya. Després d'un mes de lluita les forces del govern van triomfar; es va designar un nou visir en la persona d'Abu Abd Allah Muhammad ibn al-Hasan, ex governador de Trípoli de Líbia i es va ser clement amb els rebels; però aquests van persistir i el 3 de març del 1017 en la festa del final del dejuni, van atemptar a Kairuan contra l'emir i aquesta vegada la repressió contra els sunnites fou dura i el seu cap Abu Ali ibn Khaldun fou executat el 14 de març. La guàrdia negra de Mansuriyya es va desplaçar a Kairuan que s'agitava i van saquejar la ciutat i la van incendiar. El maig del 1017 el califa del Caire va agrair la fidelitat als fatimites i va enviar a l'emir vestits honorífics i li va donar el títol de Sharaf al-Dawla (Noblesa de l'Estat). L'estiu es va iniciar una campanya contra Hammad (oncle d'al-Muïzz) emir de la Kala dels Banu Hammad, i va aconseguir una gran victòria el 26 d'agost de 1017, però a costa de tantes baixes que els zírides es van haver de retirar. Es va signar un tractat de pau que deixava a Hammad la Kala i els territoris occidentals i que va durar fins al 1040/1041.
Fou el regnat més llarg d'un governant amazic (en aquest cas sanhadja) a Ifríqiya. Durant el seu regnat i fins al 1052, la situació econòmica era bona i Al-Muizz va fer gala d'una ostentació i un luxe no vistos abans. No obstant la situació havia començat a canviar lentament després de la gran fam del 1104/1105 que va anar seguida d'altres calamitats posteriors en aquest regnat (1018/1019, 1022/1023, 1033/1034, 1040/1041 i 1055/1056). El 1020 el califa del Caire Abu-Alí Mansur ibn al-Aziz al-Hàkim bi-amr-Al·lah (996–1021) li va concedir nous honors incloent un sabre guarnit amb pedres precioses i el seu successor Abu-l-Hàssan Alí ibn al-Hàkim adh-Dhàhir li-izaz-din-Al·lah (1021–1035) o més aviat la regent Sitt-al-Mulk, va augmentar el títol de Sharaf al-Dawla a Sharaf wa aduduha al-Dawla (Noblesa i Bras Dret de l'Estat) i li va enviar més regals. L'11 de juliol de 1022 al-Muïzz es va desfer del seu visir Abu Abd Allah Muhammad ibn al-Hasan, fins aleshores tot poderós, i va agafar el poder directament amb només 15 anys. El nou visir fou Abu l-Bahar ibn Khaluf, el personatge més odiat pels sunnites. El mateix any l'emir es va casar.
El 1025 Sharaf ad-Dawla al-Muizz ben Badis es va immiscir en els afers de Sicília, però el 1025/1026 (416 de l'hègira) una potent flota zírida en camí cap a Sicília fou destruïda per una tempesta no gaire lluny de l'illa Pantelleria. Entre 1026 i 1035 la flota zírida va fer atacs a les posicions romanes d'Orient a la costa de la mar Adriàtica i la mar Egea. Cal destacar una expedició a la Itàlia central el 1029 que va fracassar quan al retorns el pisans i genovesos van atacar la flota i van recuperar el botí. El 1034/1035 els pisans van ocupar temporalment Bône. El 1034 també una ambaixada romana d'Orient va anar a Kairuan i va presentar valuosos regals a l'emir. No se sap que volien els romans d'Orient però molts ho lliguen als fets del 1035, quan una flota dirigida per Abd Allah, el fill d'al-Muïzz, que tenia només 13 anys, va intervenir a Sicília on els normands estaven avançant, i va atacar a al-Akhbal que havia agafat el poder el maig o juny del 1019 a Palerm; Akhbal fou enderrocat i executat i el seu cap enviat a l'emir.
Una sèrie de collites excepcionals, especialment a la zona de Béja, van donar fums a l'emir que només era un nominal governador fatimita encara que de fet independent, i el 1049 va deixar de fer la khutba (oració) en nom del califa fatimita Al-Mustansir, i la va fer en nom del califa abbàssida, que no gaudia de poder i que el deixava realment independent.
En resposta el califa fatimita va enviar als àrabs nòmades Banu Hilal i Banu Sulaym que vivien a l'Alt Egipte, amb el qual aconseguia d'una part sotmetre o posar en problemes als zírides i d'altra lliurar-se d'aquestes tribus que cada dia eren més conflictives.
Els Banu Hilal van derrotar l'exèrcit de Sharaf ad-Dawla al-Muizz ben Badis a Haydaran, entre Gabès i Kairuan (14 d'abril del 1052) i el nòmades es van estendre per Ifríqiya. El 1057 l'emir zirida va haver d'evacuar Kairuan i es va refugiar amb el seu fill Tamim, governador de Mahdia. Els banu Hilal van assolar el país i Ibn Khaldun com historiador es va fer ressò de les destruccions que causaven i li atribuí la descomposició de l'estat zírida (alguns historiadors pensen però que l'estat ja havia entrat abans en descomposició). L'emir va retornar a l'obediència fatimita probablement a l'inici del 1055 i en tot cas amb seguretat el 1057.
Kairuan fou finalment ocupada i saquejada pels hilàlides l'1 de novembre de 1057. L'emir al-Muïzz s'havia traslladat poc abans a Mahdia el 29 d'octubre de 1057. Després d'això els zírides, perdut l'interior, van haver de viure de cara al mar i van construir una flota més poderosa. Al-Muïzz va intentar aliances fins i tot amb els invasors, concertant enllaços matrimonials amb dones hilalianes.
Va morir el 2 de setembre de 1062 quan tenia uns 57 anys i el va succeir el seu fill Tamim ben al-Muizz.